# Обласні автомобільні шляхи Чернівецької області
Обласні автомобільні дороги Чернівецької області — автомобільні шляхи обласного значення, що проходять територією  Чернівецької області України. Список включає усі дороги місцевого значення області, головним критерієм для визначення порядку слідування елементів є номер дороги у переліку.